# Eugenia victoriana
Eugenia victoriana es un pequeño árbol frutal sudamericano del género Eugenia. Sus nombres comunes incluyen guayabilla y sundrop.
Eugenia victoriana cuenta con el mayor fruto de todas las especies conocidas de Eugenia. Los árboles desarrollan sus primeras flores en su tercer o cuarto año. Los frutos son de color naranja, y tienen pulpa agria y de dos a cuatro grandes semillas.

## Taxonomía
Eugenia victoriana fue descrita por José Cuatrecasas Arumí y publicado en Mutisia 32: 6, f. 1. 1970.
Etimología
Eugenia: nombre genérico otorgado en honor del Príncipe Eugenio de Saboya.